# Christian Rodsteen
Christian Rodsteen, född omkring 1660, död 1728 i Rendsburg i Schleswig-Holstein, var en dansk militär. Han var bror till geheimerådet Peter Rodsteen.

## Biografi
Rodsteen var son till amiral Marquor Rodsteen och dennes första hustru, Dorthe Sehested. Han blev 1684 kapten vid Marineregimentet och från 1693 var han verksam vid Livgardet till fots, där han från 1695 verkade som överstelöjtnant. När det stora nordiska kriget bröt ut år 1700 blev han överste och värvade ett eget dragonregemente, som samma år slogs samman med det Holstenske Dragonregiment under Rodsteens befäl och sändes till Sachsen. År 1701 skildes regementena återigen och Rodsteen blev med sitt ursprungliga regemente en del av den kår som utlånades av den danska kronan till att deltaga i spanska tronföljdskriget. Under den tysk-romerske kejsaren Josef I sändes förbandet till Italien. Under belägringen av Mantua 1702 sårades Rodsteen och var tvungen att återvända till Danmark. Där blev han 1703 chef for Vestsjællandske nationale Infanteriregiment. År 1707 utsågs han till chef för Livregiments Dragoner, där han 1706 utnämndes till brigadgeneral. Han behöll detta förband fram till 1709 då han utsågs till generalmajor. 
Han deltog i det danska fälttåget i Skåne och Blekinge 1709–1710, men överbefälhavaren Christian Ditlev Reventlow var mycket missnöjd med honom och bad om att han skulle sändas hem. Rodsteen hade en tapper personlighet, men var ängslig och nervös, tröttade ut trupperna utan anledning och hade lätt för att föra "alt i Konfusion". Reventlow fick inget gehör för sin begäran. Rodsteen gav under fälttåget sig själv olovliga fördelar genom utpressningar och egenmäktiga utskrivningar av bidrag. Han ska till exempel ha låtit frakta den svenska friherren Wilhelm Julius Coyets stora bibliotekssamling från Trolle Ljungby till Köpenhamn för att där låta sälja den. Vid slaget vid Helsingborg den 28 februari 1710 var Rodsteen chef för den danska högra flygeln, men under slaget övertogs befälet av dåvarande överbefälhavaren Jørgen Rantzau.
Under peståret 1711 var Rodsteen tillförordnad kommandant på Kronborgs slott och hamnade där i ständiga konflikter med chefen för det i Helsingör garnisonerade Jyske infanteriregiment, den mer energiske generalmajor Johan Peter Ingenhaeff. Trött på dessa stridigheter skickade kung Fredrik IV i juni samma år Rodsteen till Norge, där han utsågs till generallöjtnant över kavalleriet. År 1712 belönades han med Dannebrogorden. År 1714 utsågs han till kommendant i Rendsburg. Rodsteen ägde herrgården Gunderslevholm på Sydsjälland under åren 1699 till 1709.
Rodsteen gifte sig 1695 med Charlotte Elisabeth de Suzannet de la Forest, dotter till generallöjtnant Frédéric-Henri de Suzannet de La Forest och Elisabeth, född de Coursillon de Dangeau. Rodsteen fick inga söner och då hans bror, Peter Rodsteen, avlidit barnlös 1714, dog släkten Rodsteen ut på svärdssidan med honom. En av parets döttrar gifte sig med en dansk överstelöjtnant, senare hessisk överhovmarkalk, Wilhelm Julius von Lindau, och några av dessas ättlingar antog tillnamnet genannt von Rothstein till minne av släkten Rodsteen.